# Werner Rittich
Werner Rittich (geboren 29. März 1906 in Berlin; gestorben 8. April 1978 in Hamburg) war ein deutscher Kulturjournalist.

## Leben
Werner Rittich stammte aus kleinbürgerlichen, katholischen Verhältnissen. Er besuchte die Oberrealschule in Berlin-Weißensee und wurde 1922 Mitglied des Deutschnationalen Jugendbundes. Rittich studierte Germanistik und Kunstgeschichte in Berlin und Greifswald, unterbrach aber das Studium aus finanziellen Gründen und arbeitete knapp drei Jahre als Hauslehrer in Tétouan in Spanisch-Marokko. Er wurde 1933 an der Universität Greifswald bei Wolfgang Stammler mit einer Dissertation über Herwarth Walden promoviert. Die Schrift kam in der Zeit des Nationalsozialismus 1938 aus rassistischen Gründen auf den Index, da Walden als Jude galt. Rittich trat 1933 der SA und zum 1. Mai 1937 der NSDAP bei (Mitgliedsnummer 5.009.949).
Rittich wurde 1934 in der NS-Kulturgemeinde unter Robert Scholz Redakteur von Die Völkische Kunst und Kunst und Volk. Ab 1937 arbeitete er im Amt Rosenberg als stellvertretender Hauptschriftleiter in der führenden NS-Zeitschrift Die Kunst im Deutschen Reich, ab 1939 im Rang eines Dezernatsleiters. Für sein Engagement bei deutschen Kunstausstellungen bildender Gegenwartskunst in europäischen Hauptstädten wurde er 1942 für das Kriegsverdienstkreuz II. Klasse vorgeschlagen. Rittich wurde 1944 in die Propagandaeinheit SS-Standarte Kurt Eggers der Waffen-SS einberufen. Er beantragte einen Wechsel aus dem Amt Rosenberg zu Albert Speer als Leiter des Amtes Kunst, der nach („erfolgreichem“) Kriegsende stattfinden sollte. 
Rittich arbeitete nach dem Zweiten Weltkrieg in Hamburg als Journalist unter anderem als  Redakteur beim Hamburger Abendblatt. Sein „Kriegstagebuch“ wurde 2002 von seiner Tochter und seinem Schwiegersohn herausgegeben.

## Schriften (Auswahl)
- Kunsttheorie, Wortkunsttheorie und lyrische Wortkunst im "Sturm". Greifswald : Bamberg,  1933 Zugl.: Greifswald, Phil. Diss., 1933
- Architektur und Bauplastik der Gegenwart. Berlin : Rembrandt-Verlag, 1938
- Klimsch. Einleitung Werner Rittich. Berlin : G. Weise, 1941
- Ausstellung "Deutsche Plastik der Gegenwart", Bratislava, Slovenska Univerzita, Sept. 1942 : Výstava "sûčasná nemecká plastika". Ausstellungskatalog. Berlin : Amt Bildende Kunst beim Beauftragten d. Führers f. d. Überwachg d. ges. geistigen u. weltanschaul. Schulg u. Erziehg d. NSDAP, 1942 (dasselbe für Paris, Amsterdam)
- Ewald König (Hrsg.): Arno Breker. Lichtbilder von Charlotte Rohrbach mit einer Einführung von Werner Rittich. Paris : Verlag der Deutschen Arbeitsfront, 1943
- Kriegstagebuch : 17. Oktober 1944 – 28. April 1945. Hrsg. von Katrin und Wolfgang Tarnowski. Hamburg : K. und W. Tarnowski, 2002